# Лундберг, Габриэль
Габриэль Иффе Лундберг (англ. Gabriel Ifeanyi Lundberg; род. 4 декабря 1994, Копенгаген, Дания) — датский профессиональный баскетболист, играющий на позиции атакующего защитника.

## Карьера
В сезоне 2019/2020 Лундберг выступал за «Иберостар Тенерифе». В чемпионате Испании Габриэль набирал 6,5 очка, 2,0 подбора и 1,7 передачи в среднем за игру.
Сезон 2020/2021 Лундберг начинал в «Зелёна-Гуре». В составе команды Габриэль стал обладателем Суперкубка Польши, став самым результативным игроком матча (14 очков), а также победителем Кубка Польши и «Самым ценным игроком» турнира. В чемпионате Польши Лундберг был включён в символическую пятёрку турнира.
14 ноября 2020 года, в игре против УНИКСа (92:86) Лундберг набрал 32 очка, став первым игроком «Зелёна-Гуры» в Единой лиге ВТБ, набравшим больше 30 очков в одном матче.
В декабре 2020 года Лундберг был признан «Самым ценным игроком» Единой лиги ВТБ по итогам месяца. В 5 матчах Габриэль в среднем набирал 22,4 очка, 5,4 передачи, 3,8 подбора и 1,4 перехвата с показателем эффективности 23,0 балла.
В феврале 2021 года Лундберг перешёл в ЦСКА, подписав контракт до конца сезона 2020/2021.
В 15 матчах Евролиги Лундберг набирал 11,3 очка, 2,5 подбора и 2,2 передачи.
В составе команды Лундберг стал чемпионом Единой лиги ВТБ. В 13 матчах его статистика составила 9,7 очка, 2,0 подбора, 2,6 передачи и 1,3 перехвата.
По итогам сезона 2020/2021 Лундберг был признан «Лучшим дебютантом сезона» Единой лиги ВТБ.
В июле 2021 года Лундберг подписал новый контракт с ЦСКА по схеме «2+1». В составе команды Габриэль стал победителем Суперкубка Единой лиги ВТБ.
По итогам двух месяцев (сентябрь и октябрь 2021 года) Лундберг был признан «Самым ценным игроком» Единой лиги ВТБ. В 4 матчах Габриэль в среднем набирал 14,3 очка, 3,8 передачи и 2,5 подбора с показателем эффективности 15,5 балла.
26 января 2022 года стал известен состав команд на «Матч всех звёзд» Единой лиги ВТБ. По итогам голосования болельщиков и анкетирования СМИ, в котором приняли участие 25 изданий, Лундберг был выбран в состав команды «Звёзды мира». Однако, из-за травмы, Габриэль не смог принять участие.
В марте 2022 года Лундберг и ЦСКА расторгли контракт по соглашению сторон. За весь период выступления в составе российской команды Габриэль сыграл 65 матчей со средними показателями 10,4 очка, 2,4 подбора, 2,4 передачи и 1,1 перехвата.
Свою карьеру Лундберг продолжил в «Финикс Санз», став первым датским игроком в истории НБА. В 4 матчах Габриэль набирал в среднем 3,3 очка, 2,8 передачи и 1,8 подбора.
В июле 2022 года Лундберг подписал контракт с «Виртусом» (Болонья).
В июне 2024 года Лундберг перешёл в «Партизан».

## Сборная Дании

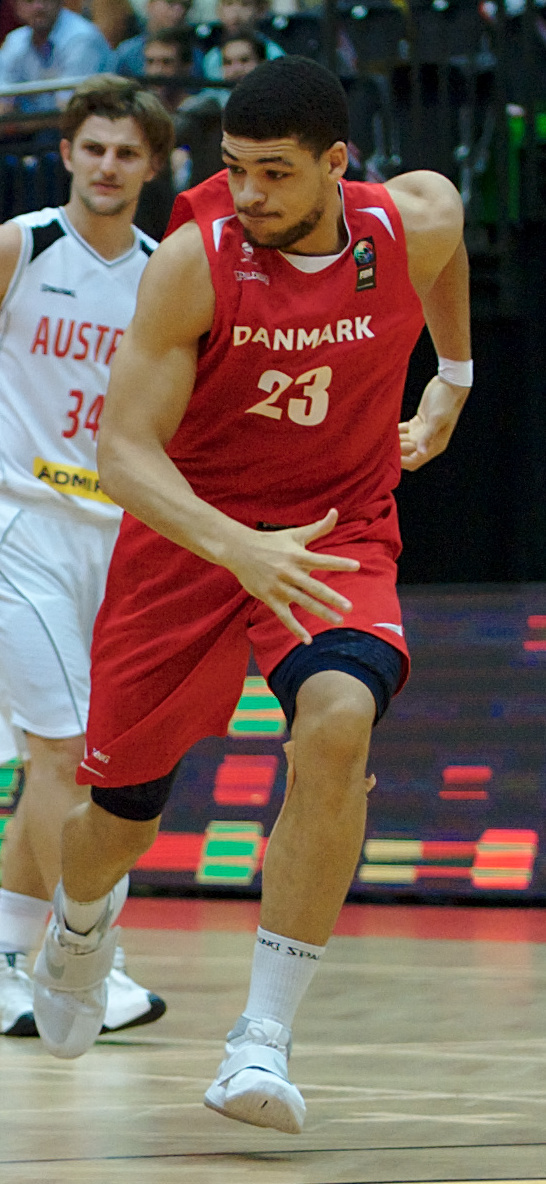
Габриэль Лундберг в составе сборной Дании

В ноябре 2020 года Лундберг привёл сборную Дании к двум неожиданным победам над сборными Литвы и Чехии в отборочном раунде к Евробаскету-2022. Габриэль набрал 28 очков в матче с Литвой, а в игре с Чехией отметился 38 очками, реализовав 7 из 9 трёхочковых бросков.

## Личная жизнь
Жена Лундберга — Камилла Фромельт, также является профессиональной баскетболисткой. Когда Габриэль играл в Дании, она также выступала на родине. После переезда Габриэля в Испанию Камилла подписала контракт с клубом второго испанского дивизиона. В 2019 году в их семье родился сын Джейми.

## Достижения
- Чемпион лиги АБА 2024/2025
- Чемпион Сербской лиги 2024/2025
- Обладатель Межконтинетального кубка ФИБА: 2020
- Чемпион Единой лиги ВТБ: 2020/2021
- Обладатель Суперкубка Единой лиги ВТБ: 2021
- Чемпион России: 2020/2021
- Чемпион Дании: 2015/2016
- Обладатель Кубка Дании: 2014/2015
- Обладатель Кубка Польши: 2021
- Обладатель Суперкубка Италии: 2022
- Обладатель Суперкубка Польши: 2020